# ヤマハヤングジャンボリー
『ヤマハヤングジャンボリー』は、1966年5月28日から1968年12月26日までTBS系列局で放送されていたTBS製作の音楽番組である。

## 概要
グループ・サウンズブームのさなかに放送されていた若者向けの音楽番組で、西郷輝彦が司会を、ジャッキー吉川とブルーコメッツがレギュラーを務めていた。番組は、西郷たちが各回のゲストとともに踊ったり歌ったりする模様を放送していた。また、「バンド・コンテスト」という企画も催していた。
この番組は、日本楽器製造株式会社（現・ヤマハ株式会社）の一社提供で放送されていた。そのため、バンド用の楽器には全てヤマハの製品を使用していた。

## 放送時間
いずれも日本標準時。
- 土曜 19:00 - 19:30 （1966年5月28日 - 1968年1月27日）
- 月曜 19:00 - 19:30 （1968年2月5日 - 1968年9月23日）
- 木曜 19:00 - 19:30 （1968年10月3日 - 1968年12月26日）

キー局番組編成変遷ひょ〜より

## 主題歌
- ヤマハヤングジャンボリーのテーマ（歌：西郷輝彦）

## カラー放送
番組は一部の期間にてカラー放送を行っている。先ず、1966年11月5日から翌年(1967年)5月20日までは、隔週毎にカラー放送を行い、その後番組終了の最終月である1968年12月(5,12,19,26の各日)は毎週カラー放送となった。

## ネット局
| 放送対象地域 | 放送局       | 系列                   | ネット放送の有無 | ネット放送の有無  | ネット放送の有無 | 備考   |
| ------------ | ------------ | ---------------------- | ---------------- | ----------------- | ---------------- | ------ |
| 放送対象地域 | 放送局       | 系列                   | 土曜19時時代     | 月曜19時時代      | 木曜19時時代     |        |
| 関東広域圏   | TBS          | TBS系列                | ○                | ○                 | ○                | 制作局 |
| 北海道       | 北海道放送   | TBS系列                | ○                | ○                 | ○                |        |
| 岩手県       | 岩手放送     | TBS系列                | ×                | ×                 | ○                |        |
| 宮城県       | 東北放送     | TBS系列                | ○                | ○                 | ○                |        |
| 福島県       | 福島テレビ   | 日本テレビ系列 TBS系列 | ×                | ×                 | ○                |        |
| 新潟県       | 新潟放送     | TBS系列                | ○                | ×                 | ○                |        |
| 石川県       | 北陸放送     | TBS系列                | ○                | ○                 | ○                |        |
| 長野県       | 信越放送     | TBS系列                | ○                | ×                 | ○                |        |
| 静岡県       | 静岡放送     | TBS系列                | × → ○            | ○ （土曜19:00枠） | ○                |        |
| 中京広域圏   | 中部日本放送 | TBS系列                | ○                | ○                 | ○                |        |
| 近畿広域圏   | 朝日放送     | TBS系列                | ○                | ○                 | ○                |        |
| 島根県       | 山陰放送     | TBS系列                | ○                | ×                 | ○                |        |
| 岡山県       | 山陽放送     | TBS系列                | ○                | ○                 | ○                |        |
| 広島県       | 中国放送     | TBS系列                | ○                | ○                 | ○                |        |
| 福岡県       | RKB毎日放送  | TBS系列                | ○                | ○                 | ○                |        |
| 長崎県       | 長崎放送     | TBS系列                | ○                | ○                 | ○                |        |
| 熊本県       | 熊本放送     | TBS系列                | ○                | ×                 | ○                |        |
| 大分県       | 大分放送     | TBS系列                | ○                | ○                 | ○                |        |
| 宮崎県       | 宮崎放送     | TBS系列                | ○                | ○                 | ○                |        |
| 鹿児島県     | 南日本放送   | TBS系列                | ×                | ×                 | ○                |        |

※土曜19時枠時代はこの時間に主に『武田信玄』→『黄金バット』（よみうりテレビ制作）を同時ネット、月曜19時枠時代はこの時間に『プラチナゴールデンショー』（日本テレビ制作）を時差ネットしていた局があったため、本番組をネットしていなかった事例があった。